# Драганешти (Њамц)
Драганешти (рум. Drăgănești) насеље је у Румунији у округу Њамц у општини Драганешти. Oпштина се налази на надморској висини од 308 m.

## Становништво
Према подацима из 2002. године у насељу је живело 729 становника, од којих су сви румунске националности.